# Xã Greenfield, Quận Grundy, Illinois
Xã Greenfield (tiếng Anh: Greenfield Township) là một xã thuộc quận Grundy, tiểu bang Illinois, Hoa Kỳ. Năm 2010, dân số của xã này là 997 người.